# Kilómetro Treinta y Nueve
Kilómetro Treinta y Nueve är en ort i Mexiko.   Den ligger i kommunen Moloacán och delstaten Veracruz, i den sydöstra delen av landet, 500 km öster om huvudstaden Mexico City. Kilómetro Treinta y Nueve ligger 41 meter över havet och antalet invånare är 153.
Terrängen runt Kilómetro Treinta y Nueve är platt. Runt Kilómetro Treinta y Nueve är det ganska glesbefolkat, med 29 invånare per kvadratkilometer. Närmaste större samhälle är Las Choapas, 15,1 km öster om Kilómetro Treinta y Nueve. Omgivningarna runt Kilómetro Treinta y Nueve är en mosaik av jordbruksmark och naturlig växtlighet.